# 小鳞脆鳞虫
小鳞脆鳞虫（学名：Lepidasthenia microlepis）为多鳞虫科脆鳞虫属的动物。分布于马尔代夫、马来西亚、所罗门群岛、西南非以及中国南海等海域。其种加词“microlepis”意为“细鳞的”。